# Opposizione (filosofia)
Il termine opposizione (dal latino oppositio dal verbo opponere, opporre) sta ad indicare in filosofia la condizione per cui qualcosa per le sue caratteristiche si pone, materialmente e/o idealmente, in netto contrasto rispetto ad un'altra.

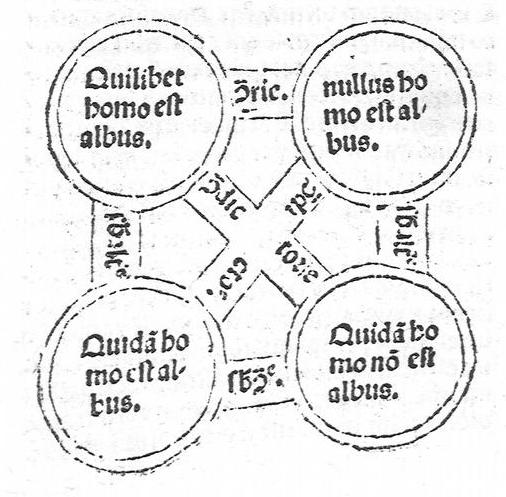
Quadrato delle opposizioni in un'incisione del XV secolo.

## Anassimandro

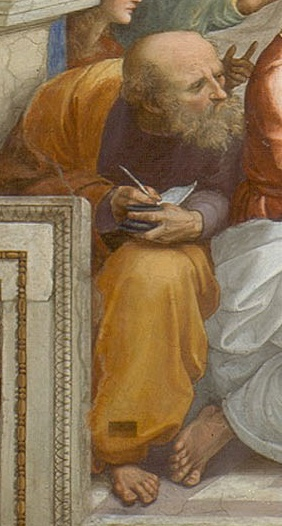
Anassimandro nell'affresco della Scuola di Atene di Raffaello.

Una prima riflessione sulla opposizione era già presente nella filosofia presocratica in Anassimandro del quale ci è pervenuto un frammento, tramandato da Simplicio:
Aristotele, infatti, nella sua Fisica considerava che per Anassimandro «dall'Uno che li contiene, si staccano i contrari»
Il mondo infatti è costituito da una serie di contrari che tendono a sopraffarsi l'un l'altro compiendo così una doppia ingiustizia: quella di essere nato nel mondo attraverso la scissione in opposti dell'unità del principio: la nascita come una sorta di ribellione dell'essere finito dall'infinito, e quella della sopraffazione di un contrario sull'altro nella caratterizzazione dell'essere finito; ma alla fine interviene il tempo che come un giudice ristabilisce la giustizia, l'ordine, con la morte che riporta il finito all'infinito.

## Eraclito

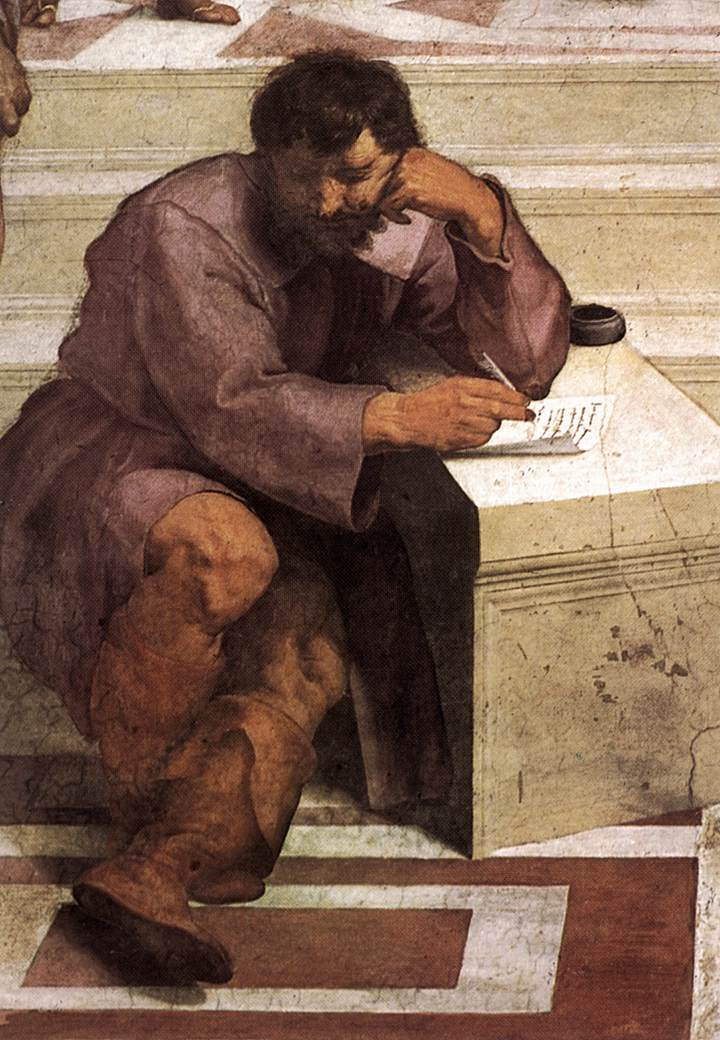
Eraclito nell'affresco La scuola d'Atene

La dottrina dell'unità e dell'opposizione dei contrari è definita in maniera più razionale dal pensiero filosofico di Eraclito, che si allontana dalle spiegazioni mitologiche.
L'opposizione dei contrari costituisce per lui la realtà del mondo, dove ogni cosa si sviluppa da una continua lotta (polemos) al suo interno, di cui non può fare a meno, poiché il tutto continua a vivere proprio per l'opposizione delle parti che lo costituiscono.
La dottrina dei contrari segna con Eraclito l'iniziatore di una logica che Aristotele, forse influenzato dalle opere di Cratilo, definisce «antidialettica», poiché sostenendo che ogni cosa è se stessa e il suo opposto va contro il principio di non contraddizione e del terzo escluso.
Hegel al contrario vide in Eraclito l'iniziatore della dialettica della realtà intesa come il risultato di una contrapposizione fra una tesi e un'antitesi, giungendo ad affermare: «non c'è proposizione di Eraclito che io non abbia accolto nella mia logica».

## Aristotele

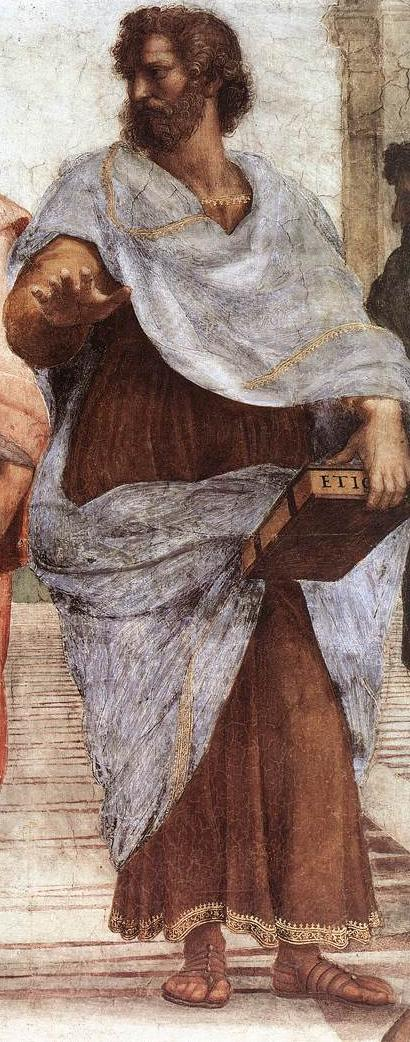
Aristotele. Dettaglio dalla Scuola di Atene

Fu Aristotele a sistemare nelle Categorie e nel IV Libro della Metafisica il concetto di opposizione identificandone quattro forme caratterizzate dal grado d'intensità della negazione per cui l'opposizione più forte è la contraddittorietà, quella meno incisiva è la correlatività: i gradi intermedi sono la privazione e la contrarietà.
- La contraddittorietà si verifica quando si presenti il caso in cui due termini, ad esempio A e non-A si escludano nettamente a vicenda.
- La privazione, traduzione medievale del termine aristotelico steresi (gr. στέρησις), da Aristotele contrapposto alla ἕξις («possesso»),si ha nel caso in cui entrambi i due termini rappresentino correlativamente l'uno ciò che manca all'altro (ad esempio: alla vista 'manca' la cecità e questa a sua volta è 'priva' della vista).

Secondo Aristotele in questa opposizione vi è in realtà qualcosa (un sostrato, un elemento essenziale) in comune ai due elementi di vista e cecità, vale a dire l'individuo che o possiede o è privo di quell'elemento della vista o della cecità.
- La contrarietà riguarda l'opposizione riferita a termini che esprimono in massimo grado la opposta e contrastante differenza in un particolare "genere"  dell'uno rispetto all'altro. Per esempio nel 'genere' colore la contrarietà può essere quella rappresentata da "bianco" e "nero". La contrarietà si caratterizza come un'eccezione perché in questa, al contrario delle altre forme di opposizione, vi sono gradi intermedi fra i suoi 'poli' opposti; per esempio tra il bianco e il nero possiamo distinguere una variazione di colori come il grigio.

Aristotele si serve di quest'ultima forma di opposizione per spiegare quel tipo di movimento che è l'alterazione: quando ad esempio il bianco si altera divenendo sempre più scuro, non si tratta del bianco che diviene nero ma è sempre lo stesso colore, il "genere", è la stessa realtà, che si mantiene passando dal bianco al nero.
- La correlatività è la forma di quella opposizione per la quale ciascuno dei due termini opposti sussiste e ha significato solo se può essere messo in relazione simultanea con l'altro, così ad esempio "padre" e "figlio" non esiste l'uno senza l'altro.

Secondo alcuni autori, come Christian Wolff, questa forma appare come un'opposizione molto attenuata per poter essere accettata come tale, per la qual cosa essi considerano vere opposizioni solo i primi tre tipi.

## La neoplatonica coincidenza degli opposti
Nell'ambito del neoplatonismo, che risolveva la realtà nell'Uno indifferenziato, l'opposizione tra due o più entità doveva potersi annullare risalendo alla loro comune radice, che da un lato è ad essi immanente, ma dall'altro li trascende entrambi.
Nicola Cusano, ad esempio, concepiva Dio come coincidentia oppositorum, cioè «unione degli opposti».
Mentre infatti il principio di identità e di non contraddizione valgono solo a un livello logico-razionale, l'infinito matematico richiede una comprensione mistica e intuitiva profondamente diversa dalla logica del finito, in cui l'alterità tra gli opposti appare insanabilmente contraddittoria. Bianco e nero, ad esempio, che sono contrapposti tra loro, hanno in comune l'Idea (in senso platonico) di Colore da cui discendono entrambi, e in cui originariamente sono congiunti.

## Kant

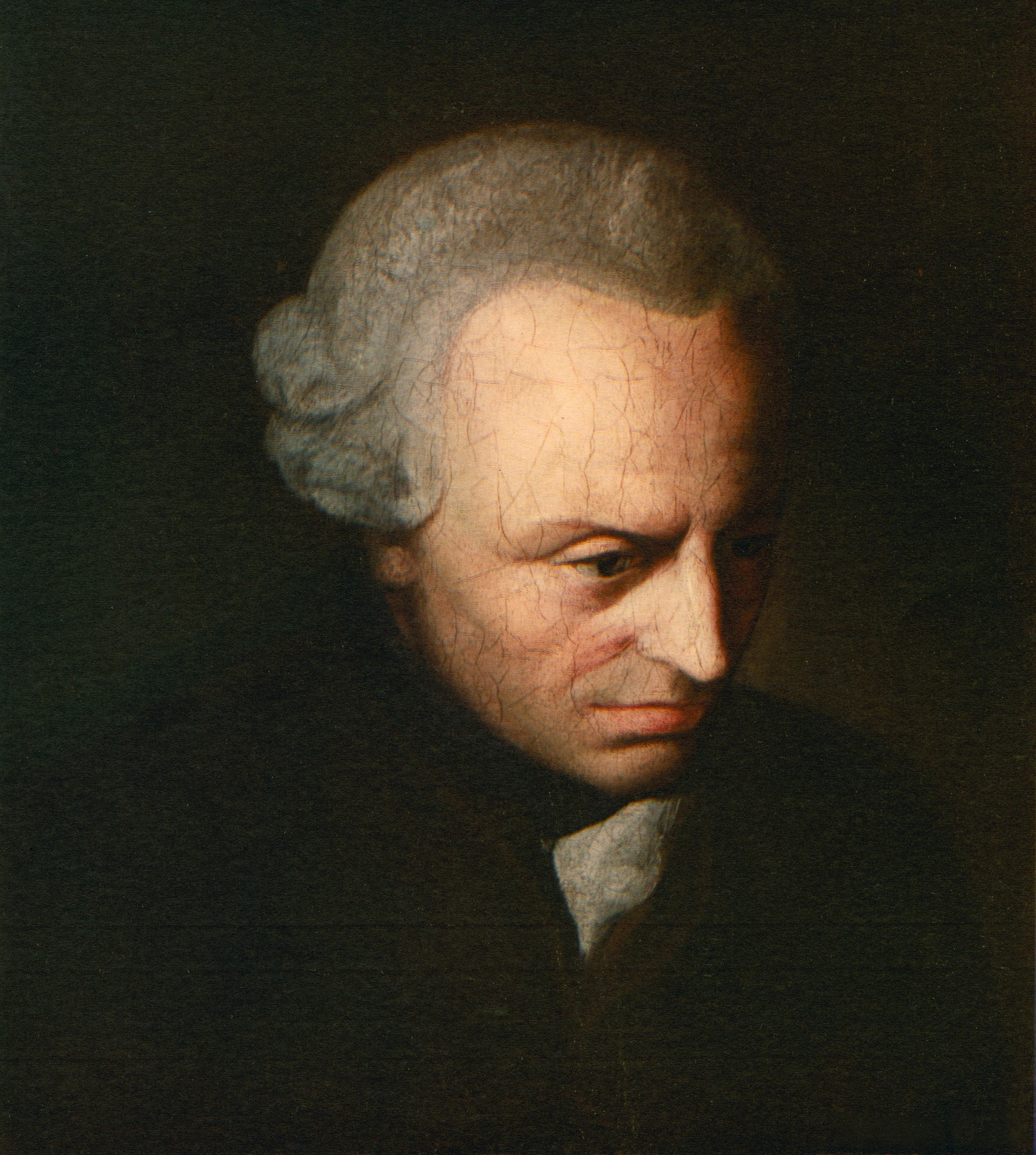
Immanuel Kant

Il tema della opposizione fu ripreso da Kant nell'opera Tentativo di introdurre in filosofia il concetto delle grandezze negative (1763) e nella Analitica trascendentale della Critica della ragion pura.
Kant chiama la sua concezione "opposizione reale" nel senso che è rappresentata da due forze contrarie che agiscono positivamente o negativamente, in senso matematico, sulla stessa realtà come ad esempio "piacere" e "dolore" che operano sul corpo: se queste forze si esprimono con la stessa intensità si azzerano ma il corpo, che giunge a uno stato di quiete, permane: le due forze cioè sono opposte ma hanno quella simultaneità che caratterizzava la correlatività aristotelica.
L'annullamento tra i due opposti invece si realizza nel caso dell'opposizione logica quando si verifica una contraddizione logica che secondo Kant non è espressa da A e non-A, poiché il non-A è tale solo se lo si considera in relazione ad A, ma in effetti quello che chiamiamo non-A, dandogli una connotazione negativa rispetto all'altrettanto convenzionale positività di A, è un B altrettanto positivo. Se esaminiamo i due termini opposti di "libertà" e "necessità" definire il primo positivo e il secondo negativo è una convenzione che serve a mettere in relazione di opposizione le due realtà che di per sé, prese isolatamente, non hanno una connotazione logica positiva o negativa.

## Hegel

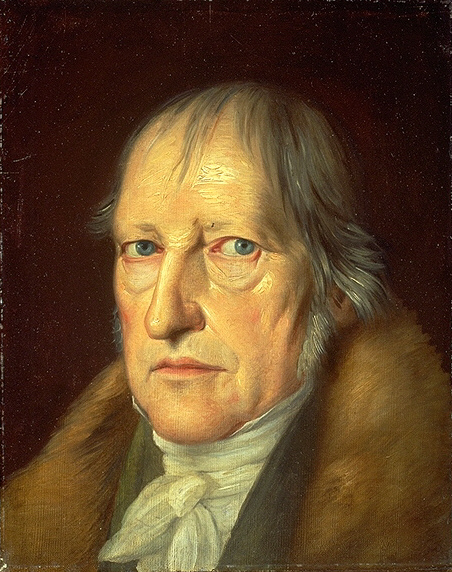
Georg Wilhelm Friedrich Hegel

Sulla stessa linea del pensiero kantiano anche per Hegel «il negativo è nello stesso tempo positivo» ma a differenza di Kant l'opposizione ha la caratteristica dell'immanenza nel senso che per ognuno dei due termini è essenziale la presenza dell'altro che gli dà realtà e lo configura per quello che è. Ad esempio il polo positivo e negativo della corrente elettrica sono tali per cui nessuno dei due sarebbe reale senza l'altro.
Questa opposizione poi per Hegel, per la sua nota concezione del rapporto di complementarità tra razionale e reale, non riguarda solo la logica, lo studio del pensiero razionale, ma anche la metafisica, lo studio della realtà. Mentre cioè nell'opposizione sin qui definita dai filosofi precedenti, si evidenzia il carattere esterno di diversità tra gli opposti, tra di loro "indifferenti", per Hegel, invece, si deve parlare di una immanente e costitutiva contraddittorietà che ha superato il principio di non contraddizione. Mentre il legame tra A e non-A nella logica classica era rappresentato dalla staticità del non è, (se A è A, A non è non-A) che cristallizzava i due concetti opposti, nella logica dinamica del reale hegeliana A è (= scambia il suo posto con) non-A.

## Logica quantistica
La moderna logica quantistica, basata sulla meccanica quantistica, stabilendo che un quanto può essere contemporaneamente due rappresentazioni opposte di una stessa realtà (particella e onda), sembra andare nella direzione della logica antidialettica eraclitea, sostituendo al principio di non contraddizione e del terzo escluso quello di complementare contraddittorietà.